# 15091 Howell
15091 Howell (1999 CM136) là một tiểu hành tinh nằm phía ngoài của vành đai chính được phát hiện ngày 9 tháng 2 năm 1999 bởi Spacewatch ở Kitt Peak.